# 宮竹晴紀
宮竹 晴紀（みやたけ はるき、1984年9月26日 - ）は、埼玉県出身のフットサル選手。ポジションはゴレイロ。2013年にフットサル日本代表合宿に招集された。

## 経歴
中学年代では柏レイソルJr.ユースに所属。成立学園高校を中退してブラジルにサッカー留学した。その後はキックボクシングの世界に進み、タイでムエタイのウェルター級世界チャンピオンとなった。その後フットサルに出会い、大洋薬品/BANFF TOKYOに所属した後にシュライカー大阪に入団。
2012-13シーズンまでのシュライカー大阪はイゴールが不動の正GKだったが、2013年にイゴールが町田に移籍し、2013-14シーズンは清家大葵とポジションを争った。2013-14シーズン前期は18試合中15試合に出場し、9勝3分3敗の好結果で前期2位に貢献、2013年12月にはミゲル・ロドリゴ監督によってフットサル日本代表合宿に初招集された。2014年11月1日のフウガドールすみだ戦でFリーグ通算100試合出場（91人目）を達成。

## 所属クラブ

### サッカー
- 柏レイソルJr.ユース
- 成立学園高等学校（ブラジル留学）
- 青梅FCタイケン

### フットサル
- ????-???? 大洋薬品/BANFF TOKYO（関東リーグ）
- ????-2016 シュライカー大阪（Fリーグ）

## 個人成績
- 2013-14 34試合4得点
- 2014-15 29試合2得点

## インタビュー記事
- フットサルナビ 2013年9月号